# فوكس سيرش لايت بيكتشرز
فوكس سيرش لايت بيكتشرز (بالإنجليزية: Fox Searchlight Pictures)‏ هي شركة توزيع أفلام أمريكية، تأسست عام 1994 ويقع مقرها في ولاية لوس أنجلوس، كاليفورنيا. وهذهِ الشركة تابعة إلى تونتيث سينتشوري فوكس منذ عام 2013 بعد أن أشترتها الأخيرة من شركة نيوز كوربوريشن. وفوكس سيرش لايت بيكتشرز مختصة بتوزيع الأفلام المستقلة والأفلام البريطانية في الولايات المتحدة، إضافة إلى أفلام الكوميديا الدرامية والرعب والأفلام غير الناطقة باللغة الإنكليزية، وأحياناً تمول إنتاج هذهِ الأفلام.

## روابط خارجية
- فوكس سيرش لايت بيكتشرز على موقع IMDb (الإنجليزية)
- فوكس سيرش لايت بيكتشرز على موقع IMDb (الإنجليزية)
- فوكس سيرش لايت بيكتشرز على موقع قاعدة بيانات برودواي على الإنترنت (الإنجليزية)

- الموقع الرسمي